# 장형건
장형건(張馨鍵)은 대한민국의 기업인이다.
1989년 한국제과학교를 졸업한 후 좋은 원재료로 건강하고 맛있는 빵을 만들고 싶다는 의지를 가지고 신라명과에 입사해 제과,제빵 일을 시작하였다.
좋은 재료로 만드는 강한 먹거리에 대한 남다른 열정과 신념으로 1996년 낙성대동 쟝블랑제리 제과점을 개업하였고, "음식은 우리 가족이 먹는 것"이라는 신념으로 신선하고 위생적인 재료와 안전한 기술과 기계를 도입해 기업 대표제품인 220g의 단팥빵과 맘모스 개발에 성공한다.
30년 간 제과업에 종사하며 2012년 (사)대한제과협회 동작, 관악지회 이사를 시작으로 2017년 (사)대한제과협회 부회장을 역임하며 음식문화 개선과
지역제과점 관리, 신제품 개발을 위해 많은 노력을 기울였고 2014년 코리아푸드트렌드페어 베이커리 심사위원으로 위촉되어 미래 후배 제과 양성을 위한 사회활동에 참여하였다.

## 약력
- 1989년 2월 한국제과학교 졸업
- 1989년 2월 신라명과 입사
- 1994년 7월 대한제과,제빵학원 강사
- 1995년 8월 동경제과학교 수료
- 1996년 8월 낙성대동 쟝블랑제리 본점 창업
- 1996년 8월~ 주식회사 쟝블랑제리 대표
- 2012년 5월 (사)대한제과협회 동작,관악지회 이사
- 2014년 5월 (사)대한제과협회 동작,관악지회 부지회장
- 2014년 9월 2014코리아푸드트렌드페어 베이커리 분과장
- 2014년 9월 2014코리아푸드트렌드페어 베이커리 심사위원
- 2017년 3월 관악세무서 명예민원봉사실장
- 2017년 4월 대한제과협회 부회장
- 2017년 6월 관악세무서 세정협의회 위원 위촉
- 2017년 10월 2017대한민국 소상공인 기능경진대회 심사위원
- 2019년 11월 2019탑 오브 파티시에 인 아시아 심사위원
- 2021년 6월 관악세무서 세정협의회 위원 위촉

## 경영이념
좋은 재료로 강한 먹거리를 만들자는 신념으로 영양과 균형 모두 잡힌 배합비를 연구하고 개발하며
신선하고 위생적인 원재료만을 사용해 우수한 품질의 제품을 생산한다.
"음식은 우리 가족이 먹는 것이다"라고 생각하고 정성으로 푸짐하게 제품을 만든다는 따뜻한 마음으로 제품을 생산한다.

## 수상
- 2013년 4월 사단법인 대한제과협회 표창
- 2015년 3월 관악구청 〈2015 희망온돌 따뜻한 겨울나기 사업〉 참여 감사장
- 2015년 4월  관악구청 〈지역사회발전기여〉 표창
- 2016년 2월 서울특별시장 〈음식문화개선 및 식품위생수준향상 기여〉 표창
- 2016년 3월 제 43회상공의 날 대한 상공회의소 표창
- 2019년 10월 서울특별시 사회복지협회의 표창
- 2019년 12월 사단법인 대한제과협회 감사장
- 2020년 10월 중소벤처기업부 백년가게 선정

## 방송 출연
KBS
- 2016년 5월 6일 생방송 아침이좋다 10회
- 2017년 2월 3일 VJ특공대 844회 - 줄을 서시오! 줄 서는 곳의 비밀

MBC
- 2014년 2월 15일 찾아라 맛있는 TV 613회 - 소문난 골목 빵집

- 2016년 2월 23일 생방송 오늘 저녁 309회 - 인기만점, 줄서서 먹는 단팥빵

SBS
- 2016년 1월 8일 생방송 투데이 1547회 - 단팥빵으로 대박 난 빵집